# Palio del Golfo
Palio del Golfo är en årlig roddtävling som hålls den första söndagen i augusti i staden La Spezia, i regionen Ligurien, Italien. Evenemanget är en folklig fest med historiska rötter, djupt förankrad i lokalsamhällets kultur och identitet. Det är särskilt betydelsefullt för de 13 kustnära byarna runt Golfo della Spezia (bukten vid La Spezia), som tävlar mot varandra i en intensiv och färgstark roddturnering.

## Historia
Tävlingen har anor från början av 1900-talet, även om dess nuvarande form etablerades officiellt 1932. Ursprungligen tros tävlingen ha inspirerats av traditionella kapproddtävlingar mellan fiskare, som återvände till kusten efter att ha sålt sina fångster. Med tiden utvecklades dessa informella tävlingar till ett organiserat evenemang.
Palio del Golfo har blivit en central del av La Spezias sommartraditioner, särskilt i samband med den lokala festdagen Festa della Madonna della Neve (Vår Fru av Snön), som firas den 5 augusti.

## Tävlingen
Tävlingen äger rum i vattnen framför Passeggiata Morin i La Spezia. De 13 deltagande lagen representerar olika samhällen och byar längs bukten, inklusive Portovenere, Lerici, Cadimare, Fezzano, och andra.
Varje lag bemannar en traditionell roddbåt med fyra roddare och en styrman. Båtarna är specialdesignade och handgjorda enligt lokala traditioner. Banan är cirka 2 000 meter lång och har en utmanande utformning som kräver både styrka, teknik och samarbete.

## Festligheter
Förutom själva tävlingen är Palio del Golfo också en stor folkfest. Under veckan före tävlingen organiseras konserter, parader, gatufester och matfestivaler. Kvällen före roddtävlingen hålls en stor procession där varje bys lag presenteras, ofta iklädda historiska dräkter och ackompanjerade av musik och fyrverkerier.

## Betydelse
Palio del Golfo är inte bara en sporttävling, utan också ett uttryck för lokal stolthet och sammanhållning. Rivaliteten mellan byarna är stark men godhjärtad, och engagemanget sträcker sig över generationer. Evenemanget lockar tusentals besökare varje år, både från Italien och utlandet, och har blivit ett viktigt kulturellt och turistiskt inslag för La Spezia och Ligurien.